# Висока (Слупський повіт)
Висока (пол. Wysoka, нім. Wittstock) — село в Польщі, у гміні Смолдзіно Слупського повіту Поморського воєводства.
Населення — 73 особи (2011).
У 1975-1998 роках село належало до Слупського воєводства.

## Демографія
Демографічна структура станом на 31 березня 2011 року:
|          | Загалом | Допрацездатний вік | Працездатний вік | Постпрацездатний вік |
| -------- | ------- | ------------------ | ---------------- | -------------------- |
| Чоловіки | 36      | 12                 | 19               | 5                    |
| Жінки    | 37      | 9                  | 22               | 6                    |
| Разом    | 73      | 21                 | 41               | 11                   |